# Roberto de Sorbón
Roberto de Sorbón (en francés: Robert de Sorbon, en latín: Robertus de Sorbonio; Sorbón, Rethel, 9 de octubre de 1201–París, 15 de agosto de 1274) fue un sabio, canónigo y teólogo francés.
Nacido en una familia pobre, tras sus estudios en París se convirtió en capellán del rey Luis IX de Francia. Es conocido sobre todo por haber fundado en 1257 el colegio de la Sorbona, un establecimiento destinado en un principio a proporcionar condiciones de vida dignas a los estudiantes de teología de la Universidad de París.
El nombre de este colegio, derivado del nombre de su fundador, se convirtió mucho más tarde, después de su supresión en 1793, en sinónimo de «universidad de París» y todavía hoy se encuentra en el nombre de varias universidades parisinas; por ejemplo, la Universidad de París 1 Panthéon-Sorbonne. 

## Biografía

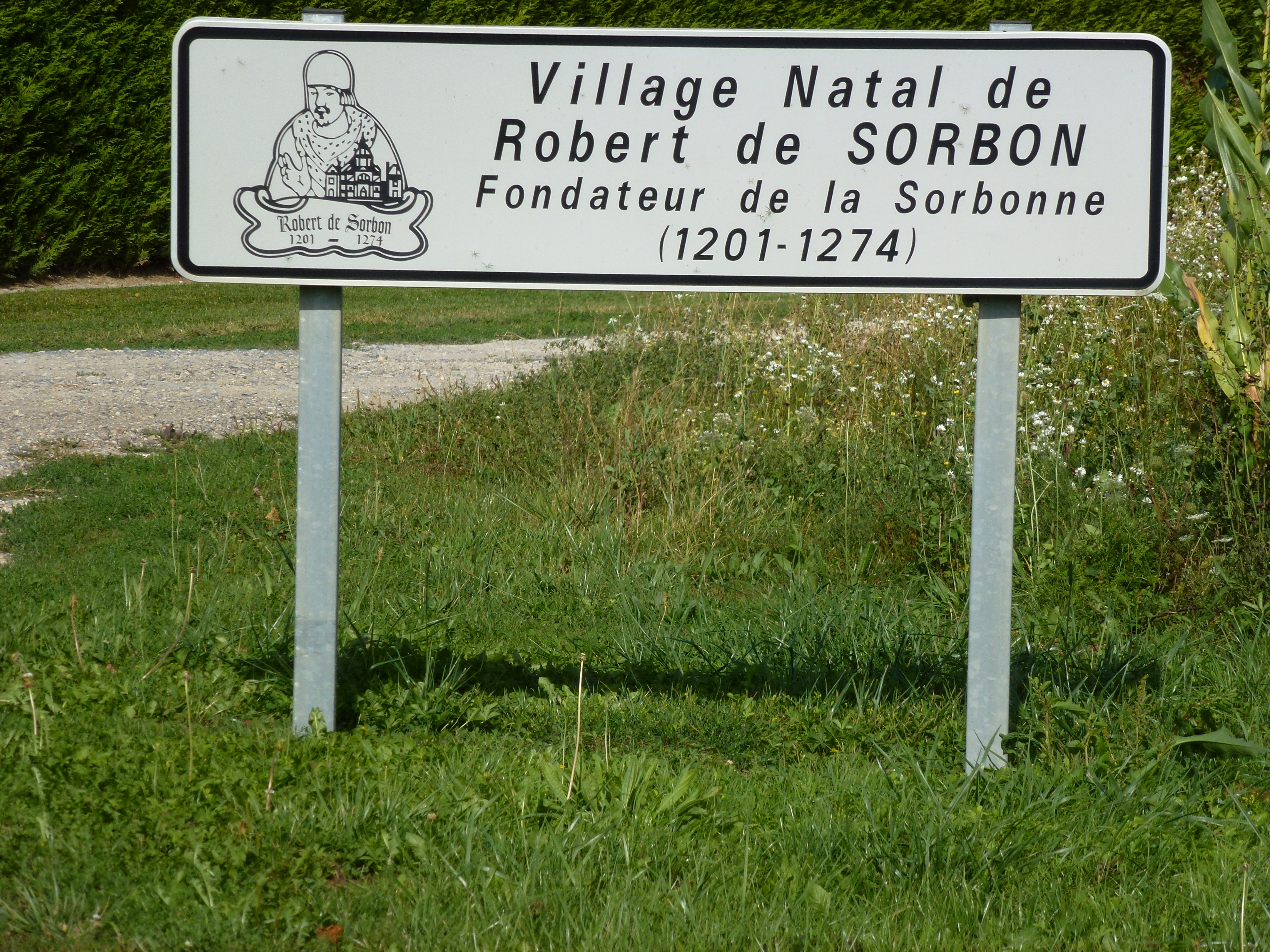
«Ciudad natal de Roberto de Sorbón. Fundador de la Sorbona (1201-1274)».

Hijo de una familia pobre de Sorbón, en lo que hoy es el departamento de las Ardenas, Roberto de Sorbón sería considerado uno de los «escolares pobres», es decir, estudiantes, de la Universidad de París (fundada en 1150), obligados a pedir limosna para completar sus estudios, con la esperanza de obtener un beneficio eclesiástico.
Roberto de Sorbón fue ordenado sacerdote y se doctoró en teología antes de 1250. Fue nombrado canónigo de la catedral de Cambray, cuya diócesis depende de la archidiócesis de Reims. Sus sermones y conferencias sobre la piedad le ganaron cierta reputación.
El rey Luis IX de Francia lo eligió como capellán, quizá como confesor; y a menudo mencionado en las memorias de Jean de Joinville.

### Colegio de la Sorbona
Para ayudar a los escolares pobres y eliminarles los obstáculos que él había encontrado durante sus estudios, fundó una sociedad de clérigos que vivían juntos y daban lecciones gratuitas. Esta sociedad incluía, en particular, al archidiácono de la diócesis de Reims Guillaume de Bray, al canónigo y médico de la reina Margarita de Provenza Robert de Douai, al cardenal Geoffroi de Bar, y al dominico Guillaume de Chartres, uno de los capellanes del rey Luis IX de Francia.
Un documento fechado el 21 de octubre de 1250 relativo a un cierto número de transacciones inmobiliarias entre el rey Luis IX de Francia y Roberto de Sorbón, firmado por la reina madre, Blanca de Castilla, quien era regente de Francia durante la séptima cruzada (1248-1254), indica que el rey cedió «al maestro Roberto de Sorbón, canónigo de Cambray, para el hogar de los escolares pobres, una casa que había pertenecido a un hombre llamado Juan de Orleans, y las caballerizas contiguas de Pierre Pique-l’Ane (Petri Pungentis-Asinum) situadas en la calle Coupe-Gueule, frente al palacio de las Termas (en el quinto distrito de París)». Este acto es el más antiguo que se conoce que tiene relación con la Sorbona.

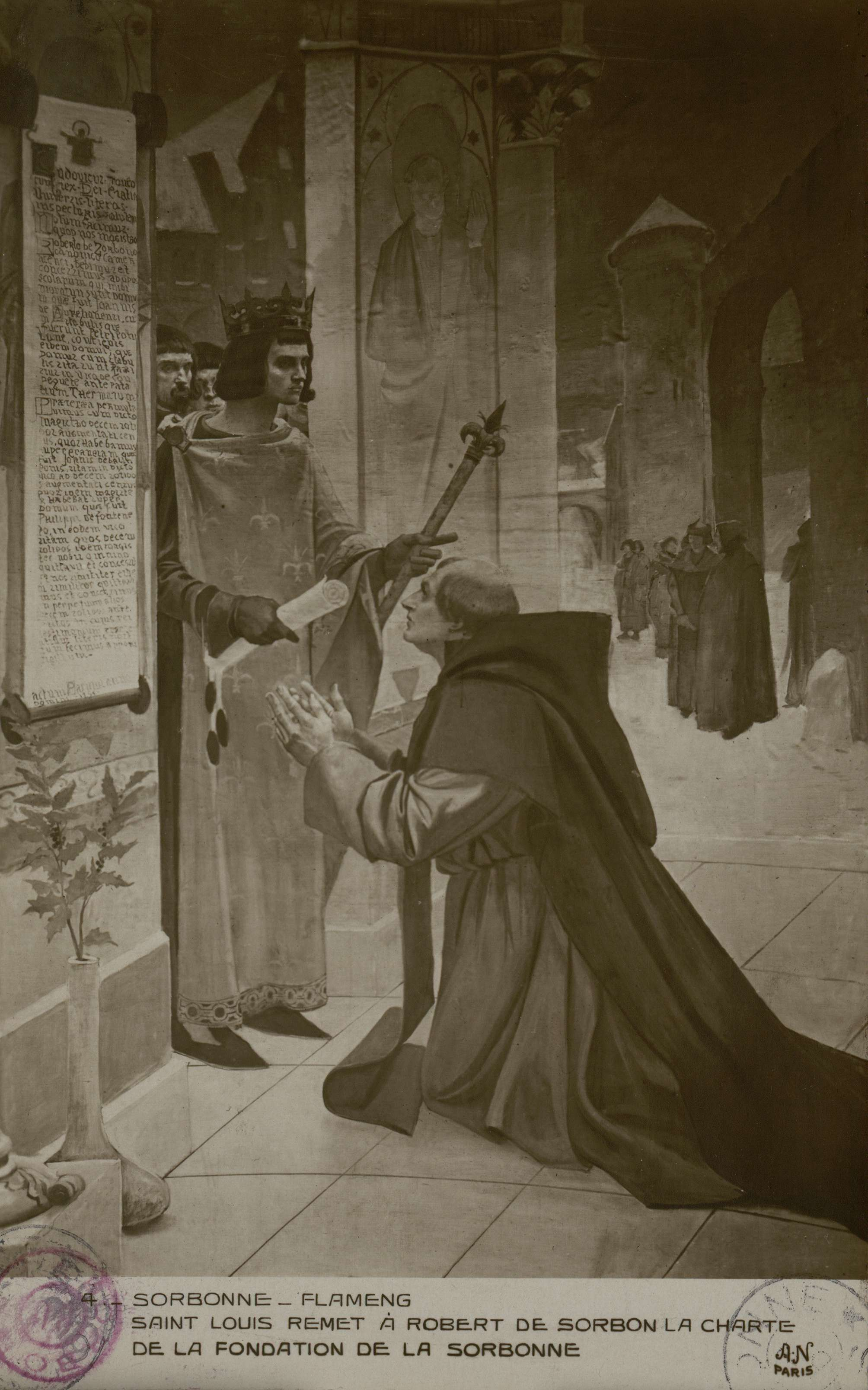
Sorbona (François Flameng).
El rey Luis IX de Francia entrega a Roberto de Sorbón la carta para la fundación de la Sorbona.

Fue gracias a esta donación que se fundó hacia 1254 un establecimiento llamado la «casa de pobres», que más tarde recibiría el nombre de colegio de la Sorbona y se convertiría en una de las instituciones más famosas de la Universidad de París. En febrero de 1257 Luis IX confirmó esta fundación entregando a Roberto de Sorbón otras dos casas contiguas. La fundación fue aprobada en 1259 por el papa Alejandro IV.
En 1258 y 1263, Roberto de Sorbón hizo otros dos intercambios de casas con el rey, incluidas las de la orilla derecha del río Sena, que se utilizaron para establecer el antiguo convento de la Sainte-Croix-de-la-Bretonnerie. En reconocimiento al celo de Roberto de Sorbón en favor de los estudiantes pobres, se le otorgó el título de director.
Convertido en canónigo de la catedral de París en 1258, Roberto de Sorbón adquirió tal reputación por la fundación de la Sorbona, su piedad y sus obras teológicas que fue consultado por los príncipes y a veces elegido árbitro. Por testamento, redactado en 1270, legó todos sus bienes a la Sociedad de la Sorbona. Todas sus propiedades y riquezas pasaron a los maestros de la Sorbona y sus obras a la biblioteca de su colegio.
La Sorbona también acogía a estudiantes no becados como asociados (socii non bursales), quienes debían tomar los mismos exámenes y realizar los mismos ejercicios que los becarios. Debían pagar cinco sueldos y medio parisinos por semana, cantidad igual a la que se concede a los becarios. Roberto de Sorbón quiso que todo sea gestionado y regulado por los socios (socii), que son iguales y no tienen superior ni principal.
Además de la teología, que se enseña en todas sus partes, Roberto de Sorbón quiso que siempre haya en su colegio doctores que se apliquen particularmente a la moral y a la solución de los casos de conciencia.

#### Biblioteca
La biblioteca del colegio de la Sorbona fue fundada por Roberto de Sorbón hacia 1260 con el apoyo del rey. Fue una de las mayores colecciones de libros conocidas en la Edad Media, con más de mil volúmenes (finales del siglo XIII). Ha desempeñado un papel importante en los procesos de difusión y validación del conocimiento así como en la biblioteconomía. De hecho, el propósito de la biblioteca era estructurar una comunidad unida por la misma disciplina e identidad. La biblioteca de la Sorbona ha conservado una gran riqueza de documentación, a diferencia de las bibliotecas de otros colegios parisinos cuya documentación se encuentra dispersa. La influencia de la biblioteca de la Sorbona se debe, entre otras cosas, a numerosas donaciones y legados. Roberto de Sorbón, que vivía cuando se fundó el colegio de la Sorbona, puso a disposición su propia biblioteca personal. En 1290, veinte años después de su fundación, el colegio recibió una veintena de donaciones que permitieron la adquisición de numerosos volúmenes y manuscritos.

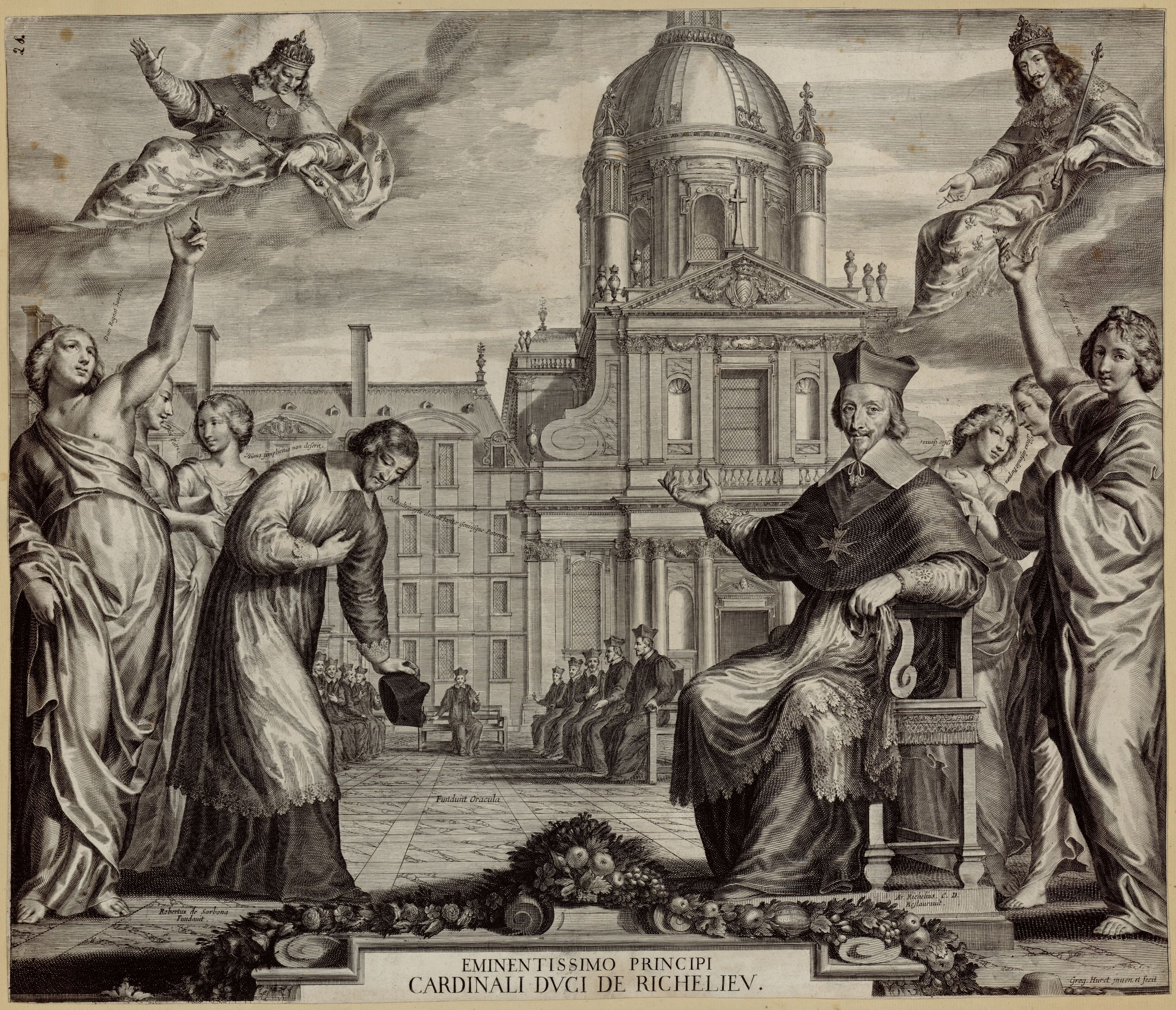
El cardenal Richelieu recibiendo el homenaje de Roberto de Sorbón (Grégoire Huret, 1642).

#### Colegio de artes
En 1271 Roberto de Sorbón añadió al colegio de la Sorbona, especializado en teología (materia que caía bajo la Facultad de Teología), otro colegio para humanidades y filosofía, materias que caían bajo la Facultad de Artes.
Este establecimiento duró hasta 1635, cuando el cardenal de Richelieu lo hizo demoler para construir en su emplazamiento la actual capilla de la Sorbona.

### Muerte
Roberto de Sorbón murió el 15 de agosto de 1274. El obituario de la Sorbona fue el siguiente: «Obiit magister Robertus de Sorbonio canonicus parisiensis, fundator domus hujus» (en español: «Murió el maestro Roberto de la Sorbona, canónigo de París, fundador de esta casa»); a lo que se le añadió: «obiit anno Domini 1274 die assumptionis beate Virginis» (en español: «Murió en el año 1274 de nuestro Señor, el día de la Asunción de la Santísima Virgen»).
Roberto de Sorbón fue probablemente enterrado en la capilla de la Sorbona, en París.

## Obras

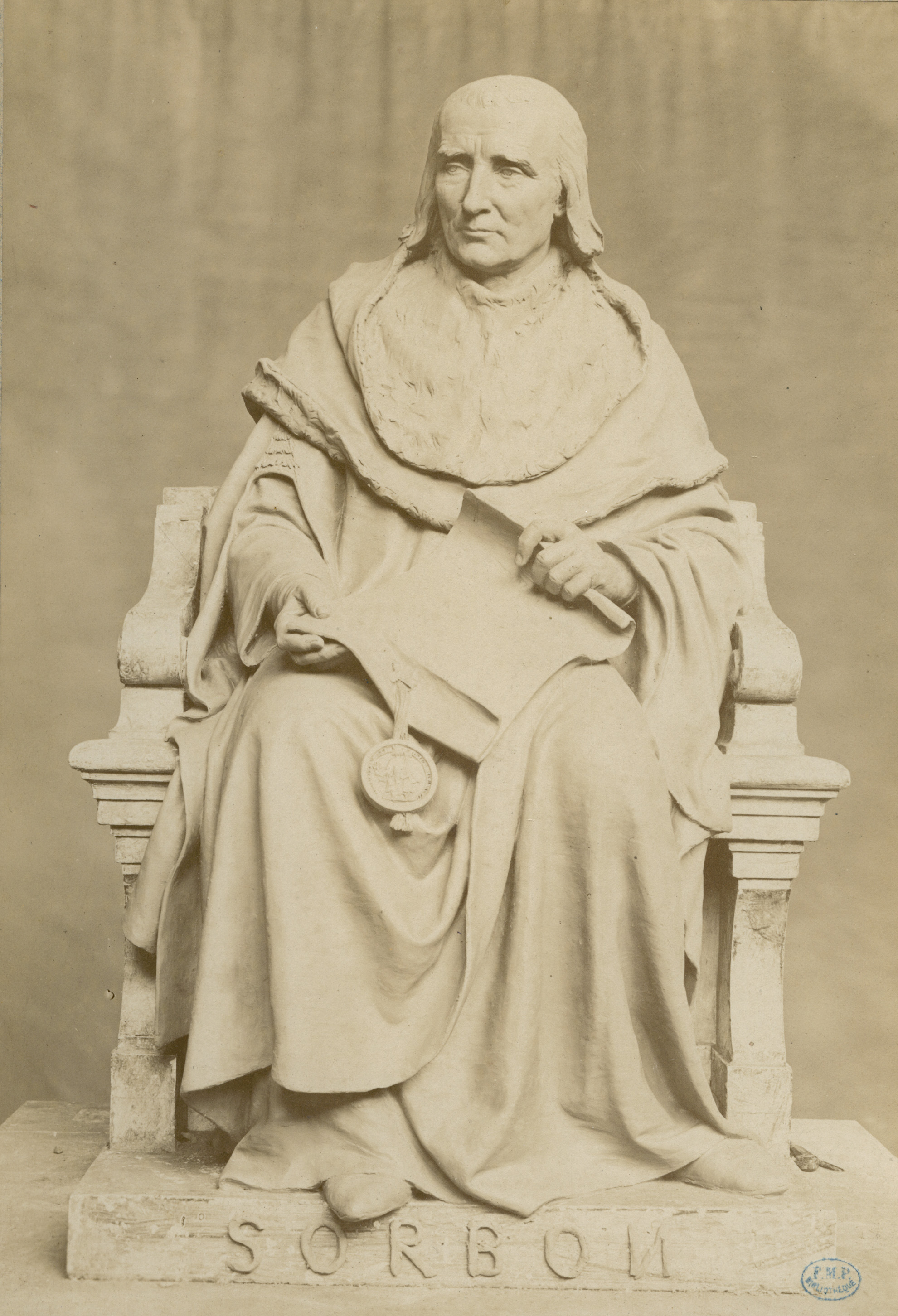
Estatua de Roberto de Sorbón.

Roberto de Sorbón dejó pocas obras literarias, pero entre ellas se encuentran varios tratados sobre la espiritualidad, la moral, la práctica del sacramento de la penitencia, y un gran número de sermones, que permanecen en forma de manuscrito en la biblioteca de la Sorbona.
Entre sus principales obras tenemos Ad sanctam et rectam confessionem, De conscientia, De saporibus, De tribus dietis, Iter Paradisi y Qui vult vere confiteri; así como los estatutos de la Sorbona, en treinta y ocho artículos, estatutos que redactó solo después de haber regido la Sorbona durante más de dieciocho años.

### De tribus dietis
Bajo el título De tribus dietis se tiene constancia de dos obras, o más bien dos versiones de la misma. Jean-Barthélemy Hauréau, que lo analiza extensamente en el tercer volumen de sus Notas y extractos de algunos manuscritos de la Biblioteca Nacional, señala numerosas anécdotas y observaciones de Roberto de Sorbón y prueba que el segundo escrito no es suyo, sino de un compilador anónimo, que habría utilizado las obras auténticas de Roberto de Sorbón.
Hauréau también publicó en el primer volumen de sus Notas y extractos de algunos manuscritos un tratado muy curioso de Roberto de Sorbón sobre el matrimonio cristiano.

### Sermones
Los sermones pronunciados por Roberto de Sorbón, fundador de la Sorbona y canónigo parisino, son considerados como claves en la transición hacia la práctica común de los apuntes de clase, al menos en la capital francesa.
La Sorbona, inicialmente concebida como una residencia de estudiantes pobres, que proporcionaba alojamiento y comida a los estudiantes de teología, la vocación del colegio, según su fundador, era proporcionar a la iglesia buenos predicadores.
Tomar notas durante las clases (que se daban en latín) y durante los sermones (pronunciados en latín o en francés) formaba parte de su formación. Muchos graduados, más tarde miembros de la Sorbona, donaron sus libros y manuscritos personales a la biblioteca del colegio. Esto aseguró la supervivencia de un gran número de documentos que contenían notas improvisadas, hechas rápidamente por los estudiantes durante los sermones.

## Homenajes
La biblioteca de la Universidad de Reims Champaña-Ardenas, inaugurada en 2006, lleva su nombre. Se ubica en el campus Cruz Roja (Croix-Rouge).